# Municipio de San Bartolo Soyaltepec
El municipio de San Bartolo Soyaltepec (del náhuatl: soyatl, tepetl ‘palma, cerro’‘En el cerro de las palmas’) es uno de los 570 municipios que conforman al estado mexicano de Oaxaca. Pertenece al distrito de Teposcolula, dentro de la región mixteca. Su cabecera es la localidad de San Bartolo Soyaltepec.

## Geografía
El municipio abarca 68.51 km² y se encuentra a una altitud promedio de 2280 m s. n. m., oscilando entre 2800 y 2100 m s. n. m.

## Demografía
De acuerdo al censo, realizado por el INEGI en 2020, en el municipio habitan 596 personas, repartidas entre 7 localidades. Lo cual representa el 0.014 % de la población total de Oaxaca. 
De ellas, 290 son hombres y 306 son mujeres. 

## Historia
El nombre significa "En el cerro de las palmas" que proviene del náhuatl soyatl (palma) y tepetl (cerro) complementado con el sufijo "c" que significa "en". 
Antes de la época de la conquista entre las comunidades Mixtecas menores se encontraba Zoyaltépec (Añuu), muy posiblemente autónoma de la zona de Teposcolula.  Bartolomé de Astorga conquistador y vecino de Antequera fue el encomendero hasta 1840, pasando a ser el poblado parte de la Corona a la vez que se volvió un corregimiento. Hacia 1548 tenía seis barrios que en 1600 ya estaban unidos en una congregación.
Muy posiblemente el poblado estuvo adscrito a la jurisdicción dominica de Tejupam de la Unión, erigiéndose el templo de San Bartolomé Soyaltepec hasta 1723.
El 24 de febrero de 1580 la Real Audiencia de México reconoció sus linderos, fecha en que se menciona por vez primera al poblado.